# Condado de Jones (Carolina del Norte)
El condado de Jones (en inglés: Jones County, North Carolina), fundado en 1779, es uno de los 100 condados del estado estadounidense de Carolina del Norte. En el año 2000 tenía una población de 10 381 habitantes con densidad poblacional de 8 personas por km². La sede del condado es Trenton.

## Geografía
Según la Oficina del Censo, el condado tiene un área total de 1225 km² (473 mi²), de la cual 1222 km² (471,8 mi²) es tierra y 3 km² (1,2 mi²) es agua.

### Municipios
El condado se divide en siete municipios:
Municipio de White Oak, Municipio de Pollocksville, Municipio de Trenton, Municipio de Cypress Creek, Municipio de Tuckahoe, Municipio de Chinquapin y Municipio de Beaver Creek.

### Condados adyacentes
- Condado de Craven noreste
- Condado de Carteret sureste
- Condado de Onslow sur
- Condado de Duplin oeste
- Condado de Lenoir noroeste

## Demografía

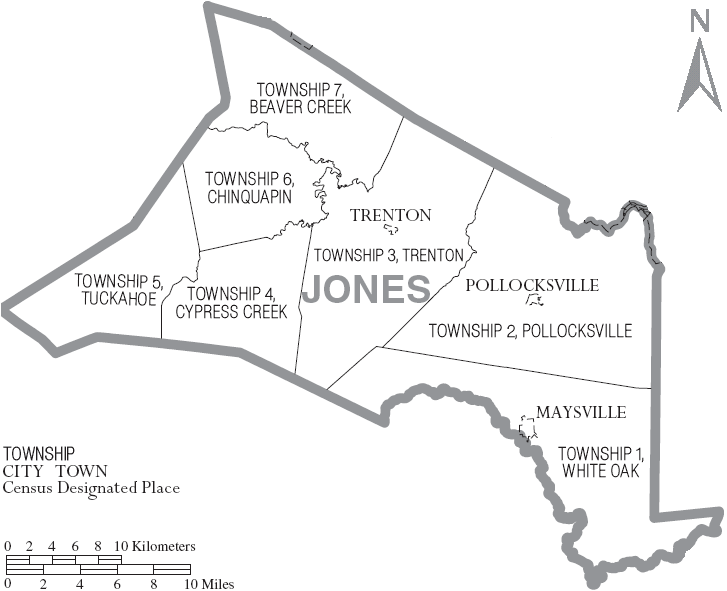
Mapa del Condado de Jones en Carolina del Norte con sus municipios

En el 2000 la renta per cápita promedia del condado era de $30 882, y el ingreso promedio para una familia era de $35 180. El ingreso per cápita para el condado era de $15 916. En 2000 los hombres tenían un ingreso per cápita de $28 662 contra $19 536 para las mujeres. Alrededor del 16,90% de la población estaba bajo el umbral de pobreza nacional.
| 1900 | 1910 | 1920 | 1930   | 1940   | 1950   | 1960   | 1970 | 1980 | 1990 | 2000   | Est. 2006 |
| ---- | ---- | ---- | ------ | ------ | ------ | ------ | ---- | ---- | ---- | ------ | --------- |
| 8226 | 8721 | 9912 | 10 428 | 10 926 | 11 004 | 11 005 | 9779 | 9705 | 9414 | 10 381 | 10 204    |

## Lugares

### Ciudades y pueblos
- Maysville
- Pollocksville
- Trenton